# Koszykówka na Letnich Igrzyskach Olimpijskich 2000
Koszykówka na Letnich Igrzyskach Olimpijskich 2000
W finale USA zwyciężyło Francję 85:75.

## Medale
| Mężczyźni | Złote | Srebrne | Brązowe |
| Mężczyźni | USASteve Smith Gary Payton Vince Carter Ray Allen Vin Baker Kevin Garnett Tim Hardaway Allan Houston Jason Kidd Antonio McDyess Alonzo Mourning Shareef Abdur-Rahim | FrancjaJim Bilba Yann Bonato Makan Dioumassi Laurent Foirest Thierry Gadou Cyril Julian Crawford Palmer Antoine Rigaudeau Stéphane Risacher Laurent Sciarra Mustapha Sonko Frédéric Weis | LitwaGintaras Einikis Saulius Štombergas Eurelijus Žukauskas Dainius Adomaitis Šarūnas Jasikevičius Kęstutis Marčiulionis Tomas Masiulis Darius Maskoliūnas Ramūnas Šiškauskas Darius Songaila Mindaugas Timinskas Andrius Giedraitis |

W finale USA zwyciężyło Australię 76:54. Debiutująca w igrzyskach reprezentacja Polski zajęła 8. miejsce.
| Kobiety | Złote | Srebrne | Brązowe |
| Kobiety | USARuthie Bolton-Holifield Teresa Edwards Yolanda Griffith Chamique Holdsclaw Lisa Leslie Nikki McCray DeLisha Milton-Jones Katie Smith Dawn Staley Sheryl Swoopes Natalie Williams Kara Wolters | AustraliaCarla Boyd Sandra Brondello Trisha Fallon Michelle Griffiths Kristi Harrower Jo Hill Lauren Jackson Annie la Fleur Shelly Sandle Rachael Sporn Michele Timms Jenny Whittle | BrazyliaJaneth Arcain Ilisaine David Lilian Gonçalves Helen Cristina Luz Silvinha Claudia Neves Alessandra Oliveira Adriana Pinto Cintia Santos Adriana Santos Kelly Santos Marta Sobral |